# Vox (weblogapplicatie)
Vox (voorheen 'Project Comet') is een weblogapplicatie ontwikkeld door Six Apart.
Met de introductie van Vox op 26 oktober 2006 wilde Six Apart zich mengen in de strijd van sociale netwerksites. In tegenstelling tot Hyves en MySpace had Vox als hoofddoel het webloggen, en in de tweede plaats het bouwen van een sociaal netwerk.
Vox is offline gegaan op 30 september 2010.